# كاميرون إكولز
كاميرون إكولز (بالإنجليزية: Cameron Echols)‏ مواليد 22 يناير 1981 في شيكاغو، هو لاعب كرة سلة أمريكي. بدأ مسيرته الاحترافية في سنة 2004. يبلغ طوله 6 قدم 8 بوصة (2.0 م). لعب مع نادي ريكيافيك لكرة السلة ونادي كانتابريا لكرة السلة.

## روابط خارجية
- كاميرون إكولز على موقع كرة السلة الأوروبية.كوم (الإنجليزية)
- كاميرون إكولز على موقع كلية كرة السلة في سبورتس رفرنس.كوم (الإنجليزية)
- كاميرون إكولز على موقع بروبوليرز (الإنجليزية)